# Hermanas Overbeck

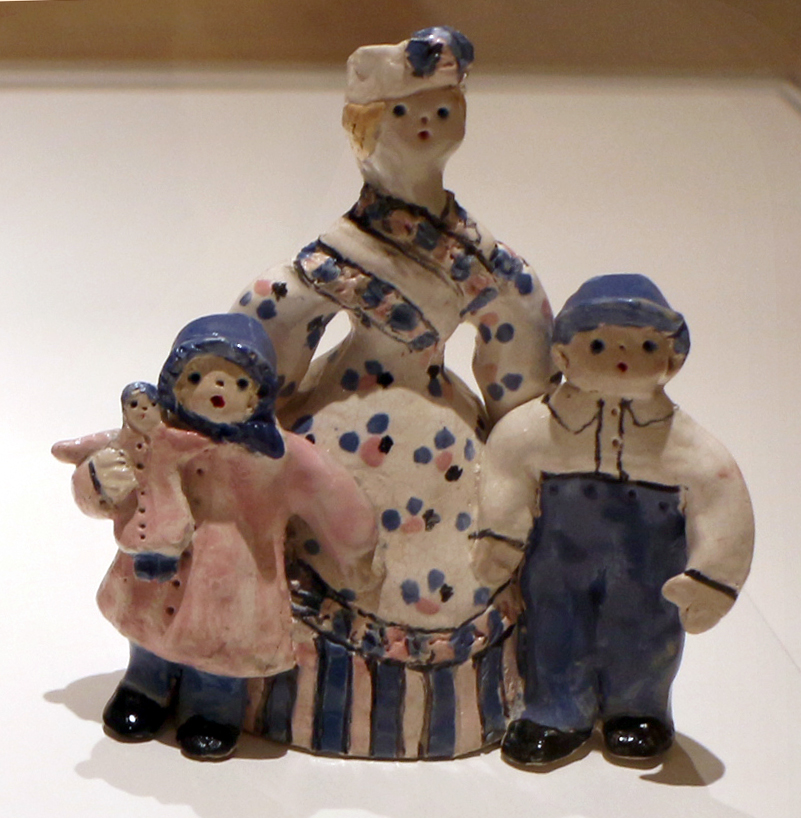
Overbeck pottery, Figuras(1930-45 ca.)

Las hermanas Overbeck (Margaret, Hannah, Elizabeth y Mary Frances) fueron unas alfareras estadounidenses y artistas del Movimiento de Artes y Oficios que establecieron la Overbeck Pottery en su casa de Cambridge, Indiana, en 1911 con el objetivo de producir cerámica original y de alta calidad, trabajada a mano para que fuera su principal fuente de ingresos. Las hermanas son más conocidas por sus figurillas fantasiosas, su habilidad en los esmaltes mate y sus diseños estilizados de plantas y animales en los estilos Art Nouveau y Art Deco. Ellas eran las propietarias y manejaban todos los aspectos de su empresa artística hasta 1955, cuando murió la última de las hermanas y cerró la alfarería. Como resultado de sus esfuerzos, las Overbeck lograron independizarse económicamente y se ganaban la vida modestamente con las ventas de su arte.
Se han expuesto ejemplos de su arte en la Exposición Internacional Panamá-Pacífico (1915) y el Siglo del Progreso (1933), así como en exposiciones organizadas por la Federación General de Clubes de Mujeres, el Museo de Bellas Artes, Boston, Los Ángeles County Museum of Art, y en otros lugares de Francia y Estados Unidos. Además, su arte está incluido en varias colecciones de museos y ha aparecido en revistas de artes cerámicas y coleccionables y en un episodio de 2006 de Antiques Roadshow. La casa / estudio de la ciudad de Cambridge de la familia Overbeck se incluyó en el Registro Nacional de Lugares Históricos en 1976; la casa actualmente se mantiene como residencia privada.

## Infancia y familia

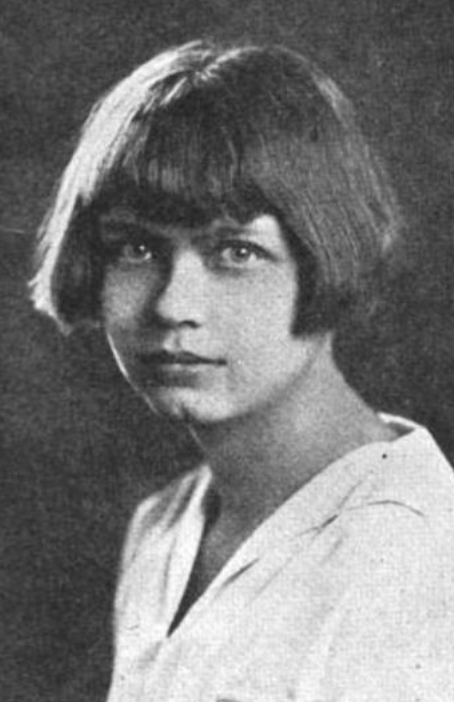
Margaret Overbeck, de una publicación de 1926

Las cuatro hermanas Overbeck que se involucraron en la fabricación de cerámica fueron: Margaret (3 de julio de 1863 – 13 de agosto de 1911); Hannah Borger (14 de marzo de 1870 – 28 de agosto de 1931); Elizabeth Gray (21 de octubre de 1875 – 1 de diciembre de 1936); y Mary Frances (28 de enero de 1878 – 20 de marzo de 1955). Sus otras hermanas fueron Ida Alice (22 de septiembre de 1861 – 1946), Harriet Jane (17 de enero de 1872 – 1951) y un único hermano, Charles (1 de febrero de 1881 – 1913). Todos los hermanos cambiaron la ortografía de su apellido de "Overpeck" a Overbeck alrededor de 1911.
Sus padres, John Arehart Overpeck (1828–1904) y Sarah Ann Borger (1840–1906), se trasladaron a Jackson Township, condado de Wayne, Indiana, desde Overpeck, condado de Butler, Ohio, en 1868. La familia se mudó a una casa en el lado este de la actual ciudad de Cambridge, Indiana, en 1883. John Overpeck, granjero y ebanista aficionado, era de ascendencia alemana; Sarah Ann que hacía edredones, alfombras y encajes, era de ascendencia austriaca y alemana. Sus hijos crecieron en Cambridge y asistieron a escuelas primarias y secundarias públicas locales. En casa, la familia se dedicaba a las artes creativas, como la música, la carpintería, las artes textiles, la pintura y, finalmente, la cerámica.
Sarah Ann disuadió a sus hijas de casarse; sintió que el matrimonio "limitaría su capacidad para desarrollar su potencial creativo". Aunque Ida y Charles se casarían más tarde, Margaret, Elizabeth, Hannah, Mary Frances y Harriett Overbeck optaron por no casarse. Después de la muerte de sus padres a principios del siglo XX, las hermanas conservaron la propiedad de la propiedad de sus padres en común. Ida y su esposo, Martin Funk, y Charles y su esposa, Hallie (Hill) Overbeck, renunciaron a sus derechos sobre la casa de la familia en Cambridge en favor de Hannah, Elizabeth, Harriet y Mary Frances después de la muerte de Margaret en 1911.

### Margaret Overbeck
Margaret asistió a la Academia de Arte de Cincinnati en la década de 1890. También estudió con el influyente diseñador Arthur Wesley Dow, de la Universidad de Columbia, y con Marshall Fry, un pintor y ceramista de porcelana de Nueva York. Es posible que Margaret haya enseñado arte a sus hermanas menores antes de comenzar a trabajar como instructora de arte en escuelas privadas, incluido el Instituto Sayre en Lexington, Kentucky, y el Seminario Megguier en Boonville, Missouri. En 1899, Margaret ocupó un puesto en la facultad de la Universidad DePauw en Greencastle, Indiana, donde enseñó arte, pero abandonó la universidad en 1907 después de sufrir graves lesiones en la cabeza en un accidente automovilístico en Chicago, Illinois. Margaret regresó a la casa familiar en la ciudad de Cambridge para recuperarse.
Además de su trabajo como profesora de arte, Margaret expuso una acuarela en la Feria Mundial de St. Louis, Missouri en 1904. También fue colaboradora de Keramic Studio, una publicación de pintura china. Sus diseños aparecieron en varios números de la revista especializada entre 1903 y 1913, sobre todo en el número de marzo de 1907.
Después de trabajar en un estudio de cerámica de Zanesville, Ohio, durante el verano de 1910, Margaret regresó a su hogar en la ciudad de Cambridge, donde estableció un estudio de cerámica con sus hermanas, Elizabeth, Hannah y Mary Frances. A Margaret generalmente se le atribuye la idea de que las hermanas establecieran la Overbeck Pottery en la casa de la familia en Cambridge. Vivió lo suficiente para ver el negocio establecido a principios de 1911, pero murió en Cambridge el 13 de agosto de 1911 por complicaciones atribuidas a su lesión anterior en un accidente automovilístico.

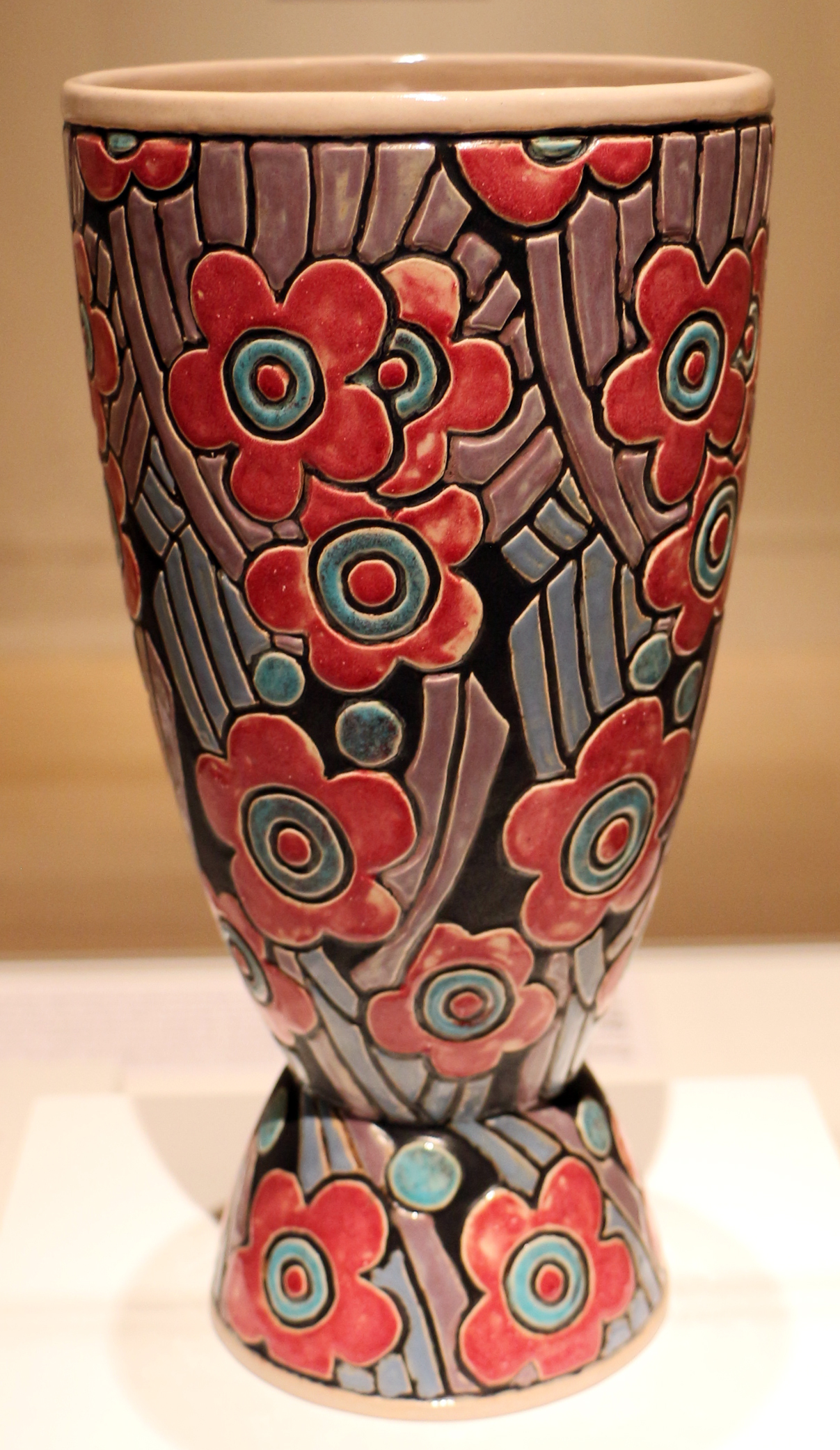
Overbeck pottery, vaso, 1930 ca

### Hannah Overbeck
Hannah inicialmente estudió fotografía con su hermana mayor, Ida, antes de asistir a la Escuela Normal del Estado de Indiana (actual Universidad Estatal de Indiana) en Terre Haute, Indiana. Después de graduarse de la universidad en 1894, Hannah enseñó en la escuela durante un año en Clinton, Indiana, pero la mala salud la obligó a regresar a casa.
Hanna era una hábil dibujante, que también pintaba acuarelas. De 1904 a 1916 contribuyó con diseños a Keramic Studio. En el estudio de cerámica Overbeck, Hannah y su hermana, Mary Frances, fueron las principales responsables de los diseños decorativos de la cerámica. Los motivos de su diseño original se inspiraron en la naturaleza. También hizo cerámica hecha a mano sin el uso del torno de alfarero. La neuritis crónica durante los últimos años de su vida hizo que a Hannah le resultara difícil sostener un lápiz y dibujar, pero continuó trabajando en diseños hasta su muerte el 28 de agosto de 1931.

### Elizabeth Overbeck
Elizabeth fue alumna de arte de su hermana, Margaret. Durante el periodo 1909–10, Elizabeth estudió cerámica bajo la dirección de Charles Fergus Binns en la New York School for Clayworking (la actual New York State College of Ceramics en la Alfred University) en Alfred, Nueva York.
Elizabeth, que la técnica de la empresa de cerámica Overbeck, fue la única de las hermanas que usó un torno de alfarero para formar su cerámica. Además, formuló y mezcló los esmaltes cerámicos, así como también supervisó las operaciones del horno. Elizabeth se hizo especialmente conocida por las formas innovadoras de sus cerámicas y sus habilidades en el desarrollo de nuevos esmaltes y procesos cerámicos. Murió el 1 de diciembre de 1936, dejando a su hermana menor, Mary Frances, para que siguiera haciendo cerámica por su cuenta.

### Mary Frances Overbeck
Mary Frances, junto con su hermana Margaret, estudió con Arthur Wesley Dow y Marshall Fry. Formada como artista en el óleo, la acuarela y la ilustración con pluma y tinta, la especialidad de Mary Frances eran las pinturas de pájaros. También se hizo conocida por sus diseños de ex libris. Antes de establecer el estudio de cerámica en la ciudad de Cambridge con sus hermanas, Mary Frances enseñó en las escuelas públicas de Boulder, Colorado, en  Cambridge y Centerville, Indiana. Entre 1904 y 1916 Mary Frances contribuyó con estudios de flores que se publicaron en Keramic Studio.

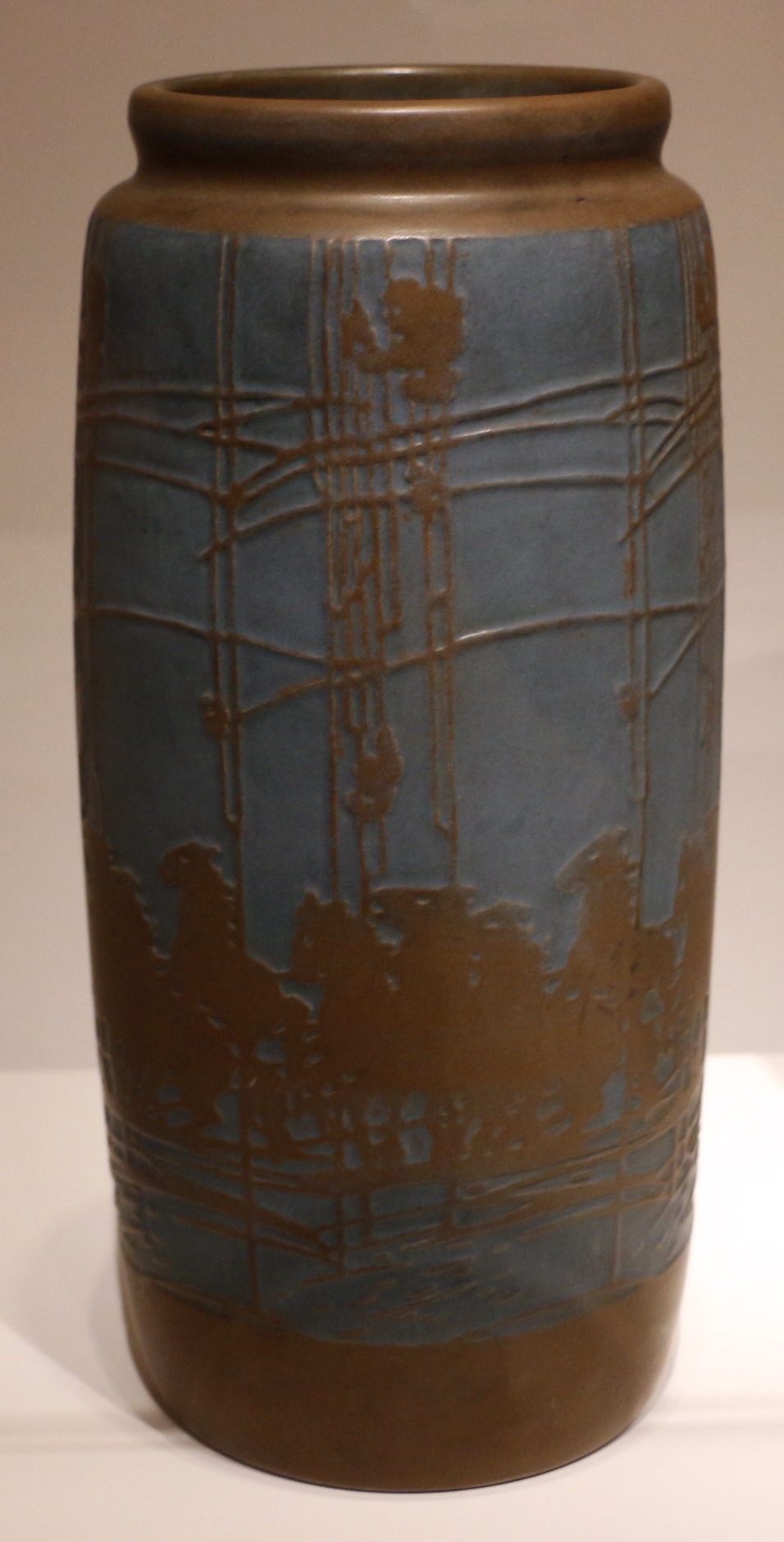
Overbeck pottery, vaso, 1915 ca

Mary Frances y su hermana, Hannah, diseñaron y decoraron la cerámica de las hermanas Overbeck. Su función principal era pintar, terminar y decorar la cerámica antes de que Elizabeth la cociera en el horno detrás de su casa. Las decoraciones de Mary Frances eran muy estilizadas, en su mayoría diseños geométricos. También creó formas de cerámica únicas, únicas en su tipo, hechas a mano sin usar un torno de alfarero. Además, creó pequeñas figuras de personas, animales y pájaros. Mary Frances y sus hermanas también crearon fantasías de 4 pulgadas (10,2 cm) a 5 pulgadas (12,7 cm) figuras que llamaron "grotescos". Mary Frances se refirió a estas pequeñas caricaturas figurativas de personas y animales como "humor del horno". Mary Frances continuó operando Overbeck Pottery después de la muerte de sus hermanas, pero se centró principalmente en hacer figurillas decorativas en lugar de grandes piezas de cerámica. Murió el 20 de marzo de 1955.

### Otras hermanas Overbeck
Harriet Jane Overbeck se formó como música en Chicago, Cincinnati y Leipzig. También dominaba los idiomas francés, alemán e italiano. Harriett dio lecciones privadas de música e idiomas extranjeros en la casa familiar en Cambridge, además de su papel como ama de llaves para sus hermanas. Murió en 1947.
Ida Alice, la hermana mayor, fue la única hermana que se casó. Estableció un estudio de fotografía en Cambridge alrededor de 1890 y se casó con Martin Funk en 1893. Ida no estaba involucrada en el negocio de la cerámica de Overbeck. Murió en 1946.
Charles Borger Overbeck, el hermano menor, se graduó de la Universidad de Purdue y se convirtió en ingeniero. Murió en 1913.

## Trayectoria
Las hermanas Overbeck fundaron la Overbeck Pottery en su casa en 1911 con el objetivo de producir cerámica de alta calidad hecha a mano. Fueron las propietarias y operaban la empresa hasta 1955, cuando murió la última de las hermanas y cerró la alfarería.

### Establecimiento de la Overbeck Pottery
Las hermanas Overbeck establecieron su estudio de cerámica en su casa de Cambridge en 1911, cuando el movimiento Arts and Crafts se estaba expandiendo en los Estados Unidos. El movimiento "ofreció a las mujeres de clase media una profesión que se consideraba respetable y un camino hacia la comunidad artística en general", y la pintura de cerámica se consideraba una actividad artística apropiada para que la siguieran las "mujeres elegantes". En ese momento, el centro del movimiento de alfarería Arts and Crafts en los Estados Unidos era Cincinnati, Ohio, donde se estableció en 1878 la Rookwood Pottery Company, la alfarería más conocida del movimiento.

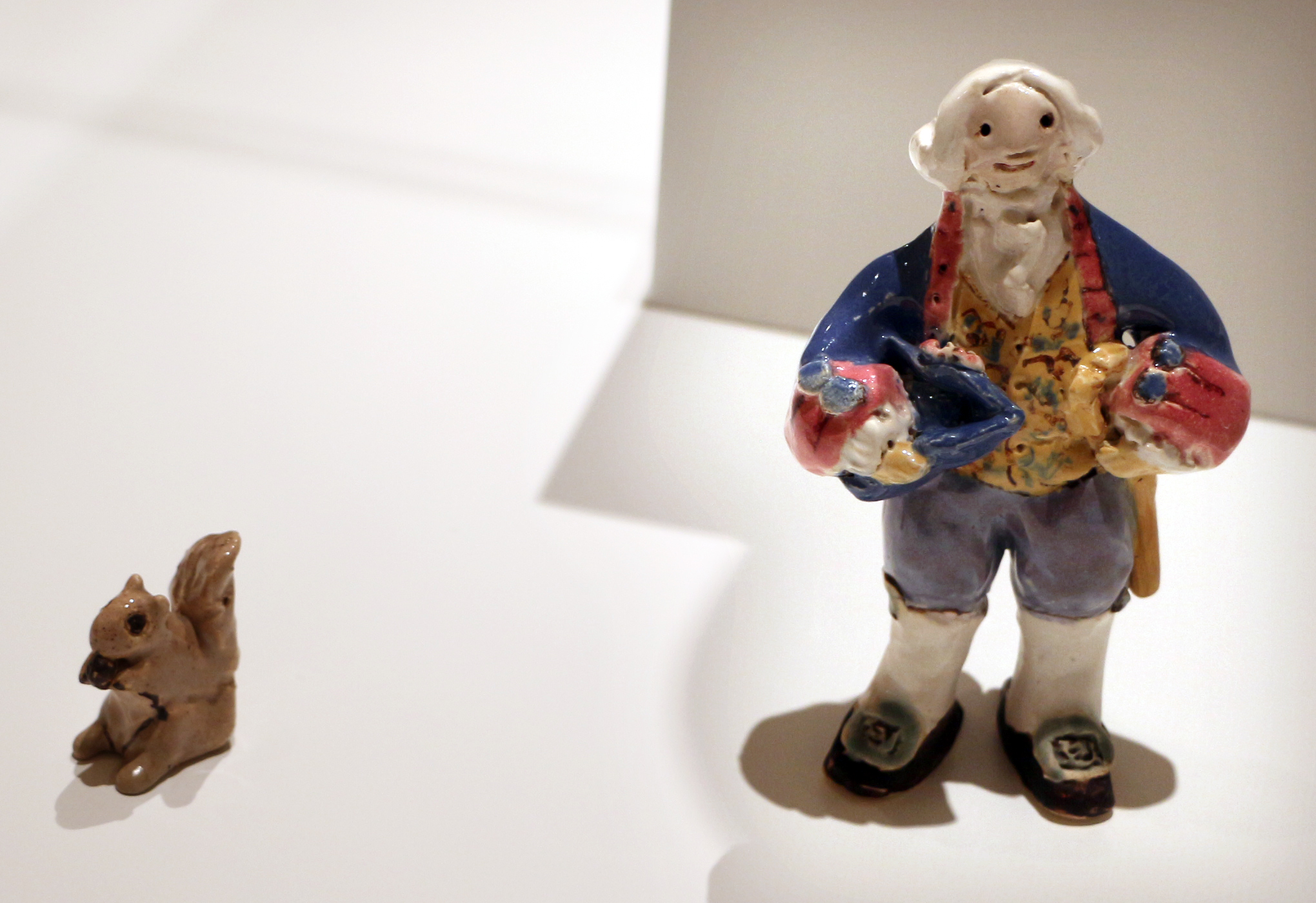
Overbeck pottery, George Washington (1930-45 ca.)

Las alfarerías estadounidenses empleaban a trabajadoras, pero estos negocios generalmente eran propiedad de hombres que los administraban. Lo que hizo que las hermanas Overbeck fueran inusuales fue su intención de producir "un producto completamente estadounidense, sin mancha por referencia al arte extranjero y las artes decorativas". Su objetivo era producir obras de arte originales de alta calidad con motivos inspirados en la naturaleza. Las Overbeck también pusieron énfasis en los diseños originales y la experimentación en su trabajo. La pequeña empresa de alfarería también era la principal fuente de ingresos de las hermanas. Las hermanas manejaban la operación artística y los aspectos financieros del negocio por sí mismas y, como resultado de sus esfuerzos, vivían modestamente de las ventas de su arte y eran económicamente independientes.
Las Overbeck se formaron como artistas y Margaret, Hannah y Mary recibieron formación adicional como pintoras de porcelana. Sin embargo, en el momento en que establecieron su estudio de cerámica, no tenían experiencia en la fabricación de cerámica, a pesar de que varios de sus primeros diseños se habían publicado en Keramic Studio. Cuando Margaret murió en 1911, el mismo año en que establecieron su estudio, Elizabeth, Hannah y Mary Frances continuaron con el trabajo. El estudio funcionaba con división del trabajo entre las hermanas. Las hermanas instalaron un estudio de diseño en el piso principal de su casa, un taller de cerámica en el sótano y un horno de carbón en un pequeño cobertizo detrás de la casa. Elizabeth creó las formas, mientras que Hannah y Mary Frances crearon los diseños y decoraron la cerámica. Aunque Elizabeth hizo algo de cerámica en el torno, la mayoría de sus cerámicas fueron hechas a mano utilizando el método de la bobina. Overbeck Pottery cerró en 1955 cuando murió Mary Frances.

### Ventas y publicidad.
Debido a que sus cerámicas eran piezas hechas a mano, la producción era modesta, al igual que los ingresos que las hermanas obtenían de su trabajo. Además de las ventas realizadas desde la sala de exposición de su casa/estudio en Cambridge, las ventas externas provinieron casi exclusivamente de la LS Ayres and Company, una tienda por departamentos en Indianápolis, Indiana, y los encargos de compradores individuales. Para complementar las ganancias de las ventas de su arte, las hermanas impartían clases de cerámica durante el verano en su casa de Cambridge. Elizabeth también enseñó cerámica en Richmond, Indiana. Además, dieron demostraciones a grupos de mujeres en todo Indiana. También crearon y vendieron otros trabajos manuales, que incluían muebles, joyas, artículos de punto, telas teñidas, cobre esmaltado y encajes.
El crecimiento fue lento porque "podían permitirse poca publicidad". La mayor parte de la notoriedad de su cerámica y sus distintivos esmaltes mate provino de la publicidad de boca en boca, la publicación de sus diseños, a través de exposiciones y el reconocimiento de los premios que recibieron. Keramic Studio publicaba sus diseños, así como las instrucciones para crearlos. Las hermanas expusieron regularmente su arte en la Feria Estatal de Indiana, donde ganaron varios premios. También ganaron premios por sus participaciones en la feria de arte de Richmond en 1927 y la Exposición de Artistas de Indiana en Indianápolis en 1928. Las hermanas también recibieron una mención de honor en la Exposición de Cerámica Conmemorativa de Robineau en Syracuse, Nueva York, en 1934.

### Técnicas artísticas
Al igual que con otros artistas del movimiento Arts and Crafts, las Overbeck se esforzaron por producir objetos simples y funcionales hechos a mano, hermosos e inspirados en la naturaleza. Todas las piezas de Overbeck Pottery fueron hechas a mano. No se utilizaron productos producidos en masa y cada pieza era única. Sus piezas funcionales, que incluían teteras, juegos de té, jarras, jarrones y tazones, en su mayoría no estaban decoradas, excepto por los esmaltes. Las hermanas también produjeron piezas decorativas, así como pequeñas figurillas y figuras fantasiosas que llamaron "grotescos", que eran muy populares entre los compradores.
Los diseños de las hermanas eran de estilo Art Nouveau y, más tarde, Art Deco. También experimentaron con veladuras, manteniendo en secreto las formulaciones que utilizaban, y destruyendo las piezas que no salían como habían planeado. Si bien las hermanas Overbeck han sido reconocidas por sus experimentos con vidriados, especialmente por sus primeros trabajos que incluían vidriados mate en tonos tenues, en años posteriores produjeron piezas de estilos más modernos y desarrollaron vidriados brillantes con matices más vivos. El azul petirrojo se convirtió en su color característico.
Las hermanas inicialmente usaron arcilla de su granja de Jackson Township y de la propiedad detrás de su casa en la ciudad de Cambridge. También obtuvieron arcilla de Ohio, Virginia, Carolina del Norte y Delaware. Para producir su cerámica, los diseños que las hermanas creaban en papel, se transferían a formas de arcilla húmeda y se decoraban y vidriaban antes del paso final de cocer las piezas en el horno. Los motivos favoritos eran las plantas, árboles, pájaros y animales que se encuentran en el Medio Oeste. Hasta la muerte de Elizabeth en 1936, las hermanas Overbeck marcaban sus piezas con "OBK" y, a menudo, incluían las iniciales del alfarero y el decorador: "E" de Elizabeth, "H" de Hannah y "F" de Mary Frances. Después de la muerte de Elizabeth, la cerámica Overbeck se marcó con el monograma, ya sea solo o con una "F" o "MF" para Mary Frances.

## Años finales
Mientras que las hermanas Overbeck operaban su estudio de cerámica en el centro-este de Indiana, sus obra se exhibió en París, Francia, así como en los Estados Unidos, incluyendo Chicago, Baltimore, Detroit, Dayton, Ohio; Indianápolis. Además, las hermanas fueron invitadas a presentar piezas de cerámica en la Exposición Internacional Panamá-Pacífico en San Francisco, en 1915 y la Exposición Internacional Century of Progress en Chicago, en 1933.
Después de la muerte de Margaret, Hannah y Elizabeth, Mary Frances operó el negocio familiar de cerámica por su cuenta a partir de 1936. También se convirtió en la única heredera de la propiedad de Overbeck tras la muerte de sus hermanos y padres. Overbeck Pottery cerró después de la muerte de Mary Frances en 1955.

## Muerte y legado
Margaret murió en 1911; Ana en 1931; Isabel en 1936 y Mary en 1955. Los restos de las hermanas Overbeck están enterrados en el cementerio de Riverside, Cambridge, condado de Wayne, Indiana.
Las hermanas Overbeck operaron su estudio en un momento en que los roles femeninos estaban confinados y limitados; sin embargo, estas mujeres lograron volverse autosuficientes y se ganaban la vida modestamente con su arte. El pequeño estudio de las hermanas fue "reconocido a nivel nacional por sus contribuciones artísticas al movimiento Arts and Crafts", a pesar de algunos críticos que vieron sus obras como "poco más que doncellas practicando un pasatiempo cuantitativo". La casa-estudio familiar de Cambridge se incluyó en el Registro Nacional de Lugares Históricos en 1976. La casa actual se mantiene como residencia privada.
Ceramics Monthly describió a las Overbeck como "ferozmente independientes", pero cada una tenía una especialidad en la producción de sus cerámicas y trabajaban juntas como un equipo. Como señaló Flora Townsend Little en Art and Archaeology después de una visita a su estudio en 1923: "'Todas son verdaderas artistas, sus resultados muestran mucha variedad y originalidad de forma, estilo de decoración y esmaltes'". En una descripción de un jarrón de Overbeck que aparece en Arts and Crafts Quarterly, otro autor comentó: "Esta vasija atestigua con elocuencia el magnífico diseño y los talentos de ejecución de las hermanas Overbeck". Alan Patrick explicó en Indiana Arts Insight (1979) que las Overbeck son más conocidas por sus pequeñas figurillas y extravagantes "grotescos", así como por su habilidad con los esmaltes mate y sus diseños estilizados de plantas y animales en los estilos Art Nouveau y Art Deco. Además, las hermanas Overbeck fueron elogiadas por la originalidad que demostraron en las formas simples y estilos decorativos de su cerámica.
La Ball State University organizó una exposición de homenaje llamada "The Overbeck Potters" del 7 de diciembre de 1975 al 25 de enero de 1976 en el museo de arte de su campus en Muncie, Indiana. En 1987–88, Overbeck Pottery fue reconocida en una exposición del Museo de Bellas Artes de Boston titulada "El arte que es la vida: el movimiento de artes y oficios en Estados Unidos, 1875-1920". También se seleccionó un jarrón Overbeck "como ejemplo de originalidad en la cerámica estadounidense temprana" en una exposición itinerante en varias ciudades. En 1990, el Museo de Arte del Condado de Los Ángeles incluyó un jarrón Overbeck en una de sus exposiciones. Además, una pequeña colección de cerámica de las Overbeck apareció en un episodio de 2006 de Antiques Roadshow de Houston, Texas.
La cerámica de Overbeck está incluida en las colecciones del museo en el Museo de Arte del Medio Oeste en Elkhart, Indiana ; el Museo de Cerámica de Arte Overbeck en la Biblioteca Pública de la Ciudad de Cambridge; el Museo de Arte de Richmond ; el Museo de Arte de Indianápolis; el Museo Metropolitano de Arte; la Galería de Arte de la Universidad Ball State; y el museo de la Sociedad Americana de Cerámica en su sede en los suburbios de Columbus, Ohio. Su arte también se encuentra en colecciones privadas, incluida una pieza de cerámica entregada a Franklin y Eleanor Roosevelt. La cerámica de las Overbeck continúa siendo valorada por los coleccionistas. Han aparecido artículos relacionados con el arte de las hermanas Overbeck en revistas como Antique Week (25 de abril de 2005) y Today's Collector (octubre de 1994).

## Honores y homenajes
Elizabeth fue elegida miembro honorario de la American Ceramic Society en 1936.
La Ball State University organizó una exposición de homenaje llamada "The Overbeck Potters" del 7 de diciembre de 1975 al 25 de enero de 1976 en el museo de arte de su campus en Muncie, Indiana. En 1987–88, Overbeck Pottery fue reconocida en una exposición del Museo de Bellas Artes de Boston titulada "El arte que es la vida: el movimiento de artes y oficios en Estados Unidos, 1875-1920". También se seleccionó un jarrón Overbeck "como ejemplo de originalidad en la cerámica estadounidense temprana" en una exposición itinerante en varias ciudades. En 1990, el Museo de Arte del Condado de Los Ángeles incluyó un jarrón Overbeck en una de sus exposiciones. Además, una pequeña colección de cerámica de las Overbeck apareció en un episodio de 2006 de Antiques Roadshow de Houston, Texas.

## Colecciones públicas
Las de obras de las Overbeck se encuentran en mportantes colecciones públicas:
- Museo de Arte del Medio Oeste en Elkhart, Indiana[37]
- Museo de cerámica de arte Overbeck en la biblioteca pública de la ciudad de Cambridge, Indiana[36]
- Museo de Arte de Richmond, Indiana[38]